# Lokeren-Zuid
Lokeren-Zuid is een wijk en stadsdeel van de Belgische stad Lokeren. Het stadsdeel ligt ten zuiden van het stadscentrum. Het gebied bevat in het noordwesten de wijk Spoele en in het zuidoosten de wijk Bokslaar, beide vroeger gehuchten, die door de verstedelijking van Lokeren samen zijn gegroeid.
De wijk is vergroeid met de wijk Everslaar in het westen, Naastveld in het noordwesten en het stadscentrum in het noorden.

## Geschiedenis
De gehuchten Bokslaar en Spoele waren al in de 19de eeuw met elkaar verbonden door lintbebouwing. Later voegden de gehuchten Everslaar en Naastveld zich ook toe aan de twee gehuchten. In 1856 werd spoorlijn Lokeren-Zele naast Bokslaar en Spoele getrokken. Ter hoogte van Spoele werd ook een treinhalte geopend, genaamd station Bokselaar dat in 1984 werd gesloten.
In de jaren '50 van de 20e eeuw begonnen de twee gehuchten door verkavelingen met elkaar te verbinden, en vormden in het begin van de 21e eeuw één geheel. Het aanleggen van de E17 en de N47 gaf het stadsdeel ook haar huidige contouren.
Op het einde van de 20e eeuw werden er ook industrieterreinen aangelegd ten zuiden van het stadsdeel.
In juni 2024 werden in het stadsdeel de werken aan de aanleg van het Spoelepark aangevat.

## Bezienswaardigheden
- de Sint-Jozefskerk

## Verkeer en vervoer
Ten zuiden van Bokslaar loopt de snelweg A14/E17, die er een op- en afrit heeft. Ten noorden en ten oosten van Bokslaar en Spoele loopt de N47, die een boog maakt om het stadscentrum en Lokeren met de E17 en buurgemeente Zele in het zuiden verbindt.
De wijk wordt van noord naar zuid doorsneden door spoorlijn 57 van Lokeren naar Zele, maar er is geen treinstation meer in de wijk. In 2019 is door een actiegroep een voorstel gedaan de halte weer te reactiveren. De lokale politiek reageerde positief en de NMBS besloot het voorstel nader te onderzoeken.
Deelgemeenten: Daknam · Eksaarde · Lokeren · Moerbeke

Dorpen: Doorslaar · Heiende · Koewacht · Kruisstraat · Oudenbos

Gehuchten: Brandbezen · Bautschoot · Briel · Calaigne · Caudenborm · De Katte · Den Oever · Duivekeet · Eksaardedam · Everslaar · Fortuine · Ganzendries · Lammeken · Heydensveer · Hillare · Hul · Keerken · Keersmakers · Molenhoek · Molsbergen · Naastveld ·  Nieuwpoort · Oosteindeke · Pereboom · Rijssel · Rode Sluis · Scheepken · Staakte · Stenenbrug · Terwest · Turfakkers · Veldeken · Vogelzang · Vossel · Werkstede · Westhoek · Zeveneekskens · Zwarte Sluis

Wijken: Bergendries · Bokslaar · Bloemenwijk · De Kop · Flamigantenwijk · Ledehof · Heirbrug · Lokeren-Zuid · Puttenen · Rozen · Schrijverswijk · Spoele · Stationswijk · Vogelkwijk

Buurten: Kouter · Oude Brug · 't Zand

Belgische gemeenten · Arrondissement Sint-Niklaas · Oost-Vlaanderen · Vlaanderen